# Ghiacciaio Morrison
Il ghiacciaio Morrison (in inglese Morrison Glacier) è un ghiacciaio lungo circa 5,1 km situato sulla costa di Foyn, nella parte orientale della Terra di Graham, in Antartide. Il ghiacciaio, il cui punto più alto si trova 300 m s.l.m., fluisce verso sud fino ad entrare nell'insenatura del Gabinetto, andando ad alimentare quello che rimane della piattaforma glaciale Larsen C.

## Storia
Il ghiacciaio Morrison fu fotografato per la prima volta nel 1947 durante una ricognizione aerea effettuata nel corso della Spedizione antartica di ricerca Ronne, 1947—48, e lo stesso anno una spedizione del British Antarctic Survey, che all'epoca si chiamava ancora Falkland Islands and Dependencies Survey (FIDS), lo esplorò via terra e lo mappò. Proprio il FIDS lo battezzò così in onore di Herbert Morrison, segretario di Stato per gli affari interni del Regno Unito e membro del gabinetto di guerra britannico.